# SKユゴスラヴィヤ
スポルツキ・クルブ・ユゴスラヴィヤ（セルビア語: Спортски клуб Југославија, セルビア・クロアチア語: Sportski klub Jugoslavija）は、セルビア（旧ユーゴスラビア）のベオグラードをホームタウンとしていたサッカークラブである。
1945年に共産主義政権によって解体され、資産の大部分が新たに創設されたレッドスター・ベオグラードに引き渡された。

## 名称
- 1913-1919 スポルツキ・クルブ・ヴェリカ・スルビヤ（セルビア語: Спортски клуб Велика Србија, セルビア・クロアチア語: Sportski klub Velika Srbija）
- 1919-1941 スポルツキ・クルブ・ユゴスラヴィヤ（セルビア語: Спортски клуб Југославија, セルビア・クロアチア語: Sportski klub Jugoslavija）
- 1941-1945 スポルツキ・クルブ1913（セルビア語: Спортски клуб 1913, セルビア・クロアチア語: Sportski klub 1913）

## タイトル
- ユーゴスラビアリーグ：2回
  - 1924, 1925

- ユーゴスラビアカップ：2回
  - 1936, 1939

## 歴代所属選手
- ブラゴイェ・マリャノヴィッチ 1920-1925, 1939
- アレクサンダル・ティルナニッチ 1937-1938